# Belmopan
Belmopan Belize fővárosa. A kormányzati intézményeket 1970-ben telepítették Belmopanba a tengerparton fekvő Belize City-ből.

## Fekvése
Az ország belsejében, a Maya hegység északi lankáinak előterében kanyargó Belize-folyó jobb partján
helyezkedik el.

## Története
Belmopan fiatal főváros, szinte egyik napról a másikra tűnt elő a belize-i dzsungelből, hogy átvegye az államigazgatási funkciókat Belize-től, az egykori Brit Honduras gyarmati székhelyétől.
A Karib-tengerbe ömlő Belize-folyó széles, homokos, mocsaras deltájában fekvő Belize City alig van magasabban a tenger szintjénél. Többször dúlták trópusi ciklonok és az általuk keltett hatalmas árhullámok, ezért már az 1900-as évek elején felmerült a közigazgatás biztonságosabb helyre való költöztetése. A jövendő főváros helyét körülbelül az ország földrajzi középpontjában jelölték ki. A munkálatok elindításában döntően szerepet játszott a Hattie nevű hurrikán, amely 1961-ben súlyos károkat okozott Belizében.
1965-ben kezdték el a trópusi őserdő irtását és Belmopan építését. Az új főváros 1970-ig fokozatosan átvette az összes fontosabb igazgatási funkciót a régi székhelytől.

## Kultúra

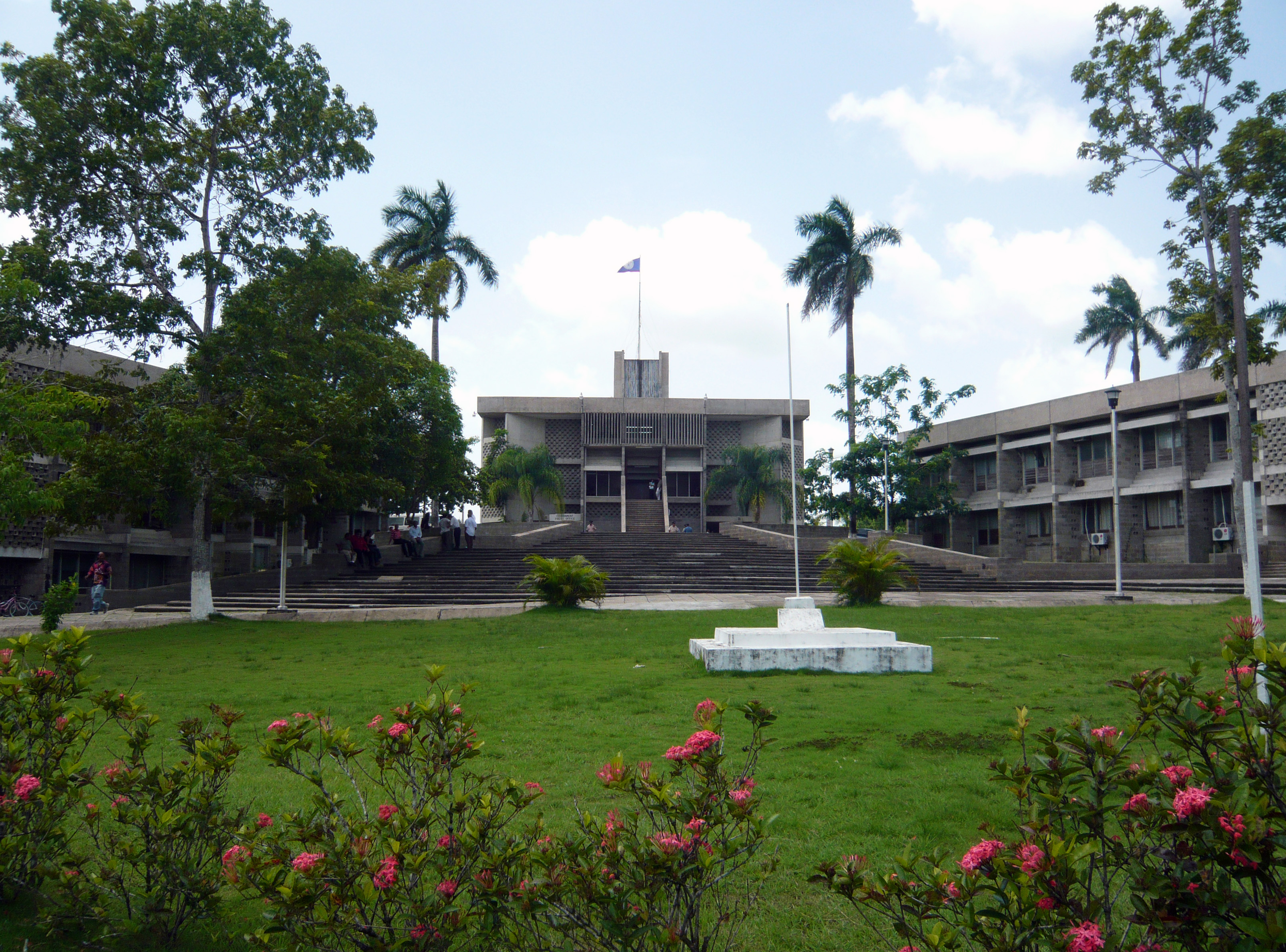
Belmopan, a parlament épülete

Az 1997-es adatok szerint 373 üzlet volt Belmopanban (élelmiszerüzletek, árucikk-boltok, éttermek).
2003-ban egy modern buszvégállomást és piaci komplexumot adtak át.
Belmopanban jelenleg igen csekély az ipari tevékenység, amin a helyi vezetés ipari park létesítésével kíván változtatni.
A szabályos alaprajzú, fokozatosan terebélyesedő, több negyedre különülő városka központja a kormányzati negyeddel, parlamenttel, minisztériumokkal.
Belmopan tipikusan hivatalnokváros, csak az államigazgatási szerepkört hódította el Belize-től, amely továbbra is őrzi az ország ipari, kulturális és kereskedelmi életében kivívott vezető helyét.

## Éghajlat
A trópusi esőövezetben fekvő Belmopan klímája forró, fülledt. A legmelegebb nyári hónapokban május és szeptember között a hőmérséklet átlaga 27 °C, és a kissé enyhébb téli hónapokban decemberben és januárban is 23 °C, a két évszak középhőmérséklete közötti különbség alig észrevehető.
A nyári és a téli évszakot inkább csak a bőségesen hulló, átlagosan 1762 mm csapadék időbeli eloszlása alapján lehet elkülöníteni. Az esőzések több mint négyötöde a júniustól november végéig tartó időszakra jut.
| Hónap                                     | Jan. | Feb. | Már. | Ápr. | Máj. | Jún. | Júl. | Aug. | Szep. | Okt. | Nov. | Dec. | Év   |
| ----------------------------------------- | ---- | ---- | ---- | ---- | ---- | ---- | ---- | ---- | ----- | ---- | ---- | ---- | ---- |
| Átlagos max. hőmérséklet (°C)             | 28,0 | 29,2 | 31,2 | 32,8 | 34,1 | 32,3 | 31,7 | 32,0 | 31,8  | 30,8 | 29,2 | 28,0 | 30,9 |
| Átlaghőmérséklet (°C)                     | 22,9 | 23,4 | 24,9 | 26,4 | 27,9 | 27,5 | 26,9 | 27,0 | 27,0  | 26,1 | 24,6 | 23,4 | 25,7 |
| Átlagos min. hőmérséklet (°C)             | 17,7 | 17,6 | 18,5 | 20,0 | 21,6 | 22,6 | 22,0 | 21,9 | 22,1  | 21,3 | 20,2 | 18,7 | 20,4 |
| Átl. csapadékmennyiség (mm)               | 128  | 64   | 44   | 44   | 84   | 305  | 276  | 224  | 254   | 215  | 198  | 178  | 2014 |
| Forrás: World Meteorological Organization |      |      |      |      |      |      |      |      |       |      |      |      |      |